# Bernardino de San Antonio
Bernardino de San Antonio (Lisboa, 1569 - Santarém, 5 de junio de 1652), de nombre secular Antonio Esteves Vicente, fue sacerdote católico, religioso trinitario, escritor e historiador portugués.

## Biografía
Antonio Esteves Vicente nació en Lisboa en 1569, en el seno de un matrimonio de origen humilde y de convicciones cristianas. Sus padres fueron Domingo Esteves y Violante Vicente. Realizó sus primeros estudios en el colegio de San Antonio Abad. Ingresó en el convento de los trinitarios de su ciudad natal en 1585, donde profesó sus votos religiosos, tomó el nombre de Bernardino de San Antonio y fue ordenado sacerdote. Estudió y enseñó teología en el colegio de Coímbra, donde se tuvo por maestro a Marcos de Moura. En la orden ocupó los cargos de maestro de novicios, ministro del convento de Lisboa y ministro provincial en dos ocasiones.
Bernardino de San Antonio era tenido en su tiempo como un gran defensor del dogma de la Inmaculada Concepción, por esta razón el rey Felipe III de España (II de Portugal) le pidió que escribiese una carta al papa, apoyando la petición real de declarar dicho dogma. Mantuvo estrechas relaciones con Simón de Rojas, en tiempos de su provincialato. Trasladado a Santarém, Bernardino murió el 5 de junio de 1652. De él se conservan algunos estudios referentes a la historia de la Orden, biografías, manuscritos de cartas, bulas, breves y privilegios reales, entre otros títulos devocionales.